# Верблюдогорка
Верблюдого́рка — хутор в Предгорном районе (муниципальном округе) Ставропольского края России.

## Название
Хутор Верблюдогорка назван по названию горы Верблюд (Верблюдка — 886 м), у подножия которой он расположен.

## География
Расстояние до краевого центра: 119 км.
Расстояние до районного центра: 18 км.

## История
До 16 марта 2020 года хутор входил в упразднённый Пригородный сельсовет».

## Население
| 1989 | 2002 | 2010 | 2014 |
| ---- | ---- | ---- | ---- |
| 74   | ↗94  | ↘81  | ↗100 |

По данным переписи 2002 года, в национальной структуре населения преобладают русские (68 %).

## Памятники археологии
Согласно Постановлению главы администрации Ставропольского края
| Название                           | Временной период     | Место положение                                                                                       |
| ---------------------------------- | -------------------- | --- |
| 821. Могильник «Верблюдогорский—1» | сер. 1 тыс. до н. э. | 1,2 — 1,5 км западнее хутора Верблюдогорка, правый берег реки Горькой, юго-западные отроги г. Верблюд |
| 822. Могильник «Верблюдогорский—2» | сер. 1 тыс. до н. э. | 1 км северо-западнее хутора Верблюдогорка, западное подножье горы Верблюд.                            |
| 823. Поселение «Верблюдогорское—1» | сер. 1 тыс. до н. э. | 1,7 — 1,8 км северо-западнее хутора Верблюдогорка, у западного подножья горы Верблюд                  |
| 824. Поселение «Верблюдогорское—2» | II — IV вв. н. э.    | 2,2 км северо-западнее хутора Верблюдогорка, у западного подножья горы Верблюд                        |
| 825. Городище «Верблюдогорское—1»  | II — IV вв. н. э.    | Хутор Верблюдогорка, выступ возвышенности, рядом с поселением «Верблюдогорское-2»                     |

## Улицы
| - Улица Карамзина - Улица Подгорная - Улица Школьная |

## Связь
Проводной телефон и ADSL
Ставропольский филиал Ростелекома.
Сотовая связь 2G/3G
МегаФон, Билайн, МТС.